# 세미용

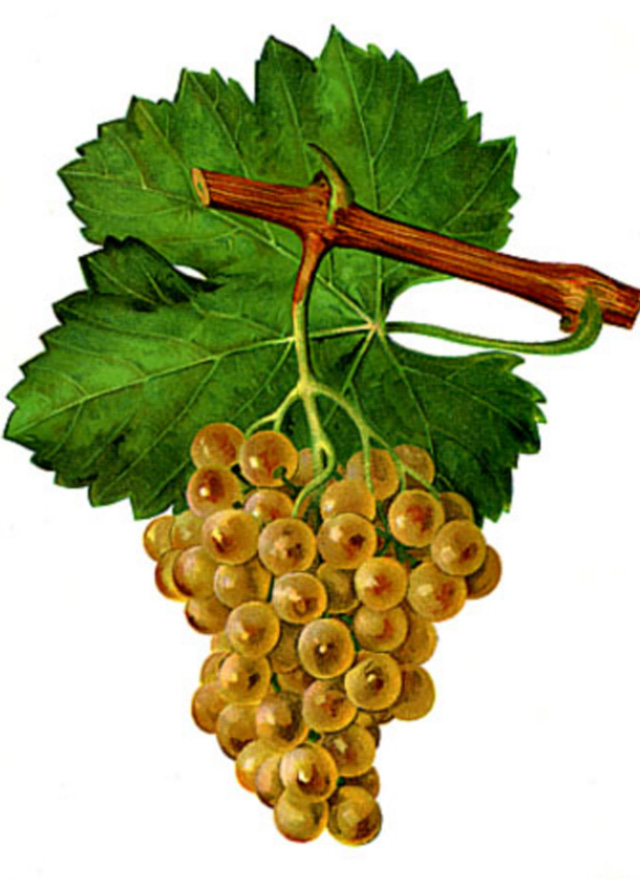

세미용(Sémillon)은 주로 프랑스와 호주에서 건조하고 달콤한 화이트 와인을 만드는 데 사용되는 황금색 껍질의 포도이다. 얇은 껍질과 보트리티스에 대한 취약성으로 인해 스위트 와인 지역인 소테른 AOC(Sauternes AOC)와 바르삭 AOC(Barsac AOC)가 지배적이다.